# Ezio Sancrotti
Ezio Sancrotti (Lainate, 1928 – Milano, 2008) è stato un attore italiano che è stato attivo fra il 1963 ed i primi anni ottanta in televisione e nel cinema italiano in ruoli da caratterista nel cinema di genere.

## Biografia
In gioventù è stato partigiano agendo nelle zone del suo paese natale, Lainate.
Ha debuttato nel ruolo del cognato del protagonista Mombelli nel film di Elio Petri Il maestro di Vigevano (tratto dal romanzo di Lucio Mastronardi), ma ha legato il suo nome soprattutto a film poliziotteschi, fra cui Banditi a Milano, girato nel 1968 sotto la guida di Carlo Lizzani in cui interpretava il ruolo di Bartolini, uno dei componenti della banda Cavallero. Ha recitato anche in Don Camillo e i giovani d'oggi, film del 1972 diretto da Mario Camerini.
Nel 2006 ha ottenuto il premio città di Lainate per la sua attività di attore.
È morto a Milano nel 2008

## Filmografia

### Cinema
- Il maestro di Vigevano, regia di Elio Petri (1963)
- Banditi a Milano, regia di Carlo Lizzani (1968)
- Bocche cucite, regia di Pino Tosini (1968)
- Revenge, regia di Pino Tosini (1969)
- Probabilità zero, regia di Maurizio Lucidi (1969)
- Barbagia (La società del malessere), regia di Carlo Lizzani (1969)
- Il castello dalle porte di fuoco, regia di José Luis Merino (1970)
- I racconti romani di una ex novizia, regia di Pino Tosini (1972)
- Il sindacalista, regia di Luciano Salce (1972)
- La polizia ringrazia, regia di Steno (1972)
- Don Camillo e i giovani d'oggi, regia di Mario Camerini (1972)
- Afyon - Oppio, regia di Ferdinando Baldi (1972)
- Storia di confine (1972)
- Bisturi - La mafia bianca, regia di Luigi Zampa (1973)
- Milano trema: la polizia vuole giustizia, regia di Sergio Martino (1973)
- La polizia sta a guardare, regia di Roberto Infascelli (1973)
- Salvo D'Acquisto, regia di Romolo Guerrieri (1974)
- La linea del fiume, regia di Aldo Scavarda (1976)
- L'Italia in pigiama, regia di Guido Guerrasio (1977)
- Italian Boys, regia di Umberto Smaila (1982)

### Televisione
- Le evasioni celebri – serie TV (1972)
- Un uomo curioso – sceneggiato TV (1975)
- Chi? – spettacolo abbinato alla Lotteria Italia (1976)
- Le mani sporche, regia di Elio Petri – sceneggiato TV (1978)
- Olga e i suoi figli, regia di Salvatore Nocita – miniserie TV (1985)

## Prosa televisiva Rai
- La morte addosso, della serie "Storie italiane" di Gustavo Palazio, regia di Mario Chiari (1971)
- Un uomo curioso, della serie "Tre enigmi" di Piero Chiara, regia di Dino Bartolo Partesano (1975)
- Albert e l'uomo nero di Massimo Felisatti e Fabio Pittorru, regia di Dino Bartolo Partesano (1976)
- Le mani sporche di Jean-Paul Sartre, traduzione e regia di Elio Petri (1978)
- Dopo un lungo silenzio di Rodolfo Errera e Lucio Mandarà, regia di Piero Schivazappa (1978)
- Paura sul mondo, tratto da "L'uomo è forte" di Corrado Alvaro, riduzione e regia di Domenico Campana (1979)
- Morte a passo di valzer, dal romanzo "Fire, burnl" di John Dickson Carr, regia di Giovanni Fago (1979)

## Doppiatori
- Renato Mori in Il maestro di Vigevano
- Sergio Tedesco in Il castello delle porte di fuoco
- Arturo Dominici in La polizia ringrazia